# Hulvejene
Hulvejene (dansk) eller Hohlwege (tysk) er navnet på et cirka 5,5 hektar stort område beliggende øst for Havretorvet i det østlige Flensborg. Området har navnet efter to hulveje omkring Bredebjerg, der førte fra Flensborg by til Adelby og det nordlige Angel. En hulvej er en vej, der ligger som en fordybning i bunden med skrænter til hver side.
Området består af Nørre Hulvej (nu den nedre del af Lyksborggade), Sønder Hulvej (nu Kappelgade) og Bredebjerg. Den lille skolegang fungerer som forbindelsesgade mellem de to Hulveje og blev allerede nævnt i 1627. Den største del af husene på Hulvejene lå tidligere udenfor byens jurisdiktion. Kun Bredebjerget og en del af husene i Nørre Hulvej hørte under Sankt Jørgens Hospital og få huse på Sønder Hulvej og i de tilstødende sidegader Kancelligade og Jomfruestien hørte til bymarken. Kancelligaden blev også kaldt for den Lille Hulvej. Nørre og Sønder Hulveje havde indtil 1871/1875 status som selvstændig kommune og hørte til Adelby sogn i Husby Herred i Flensborg Amt. Hulvejene blev dog i 1875 indlemmet i Flensborg. Efter indlemmelsen blev Hulvejene i 1881 omdøbt til Lyksborggade og Kappelgade. Den største del af området hører i dag til bydelen Jørgensby, mod syd hører en del også til Sandbjerg.
Nørre Hulvej er den ældste af de to Hulveje. Den strakte sig fra Havretorvet til Jørgensgaardgade. Hen mod slutningen af 1700-tallet udviklede sig Nørre Hulvej til et tæt befolket småborgerkvarter. En del af de gamle huse er i dag bevaret, mange blev dog blev i den tyske tid nedrevet og erstattet af etageboliger. Nørre Hulvejen med de høje kampestensmure til hver side har stadig karakter af hulvej
Sønder Hulvej er yngre end Nørre Hulvej. Den sydlige side af vejen blev bybygget mod slutningen af 1700-tallet, den nordlige side fulgte i 1800-tallet. Bredebjerg blev bebygget fra 1735.

## Kendte fra Hulvejene
- Hans Matthison-Hansen (6. feb. 1807 i Sønderhulvej - 7. jan. 1890 i Roskilde), dansk organist og komponist